# كبريتيد البوتاسيوم
 كبريتيد البوتاسيوم  مركب كيميائي له الصيغة K2S، ويكون على شكل بلورات عديمة اللون.

## التحضير
يحضر مركب كبريتيد البوتاسيوم بأنقى شكل من إضافة فلز الكبريت إلى محلول فلز البوتاسيوم في الأمونياك السائل.
يحضر تقنياً من اختزال كبريتات البوتاسيوم بالفحم حسب المعادلة:
K2SO4 + 2C → K2S + 2CO2
أما مخبرياً يستحصل عليه من تمرير غاز كبريتيد الهيدروجين في البوتاس الكاوي، حيث يتشكل كبريتيد البوتاسيوم الحمضي أولا، والذي يتحول بإضافة كميات ستوكيومترية من هيدروكسيد البوتاسيوم إلى كبريتيد البوتاسيوم.
KOH + H2S → KHS + H2O
KHS + KOH → K2S + H2O

## الخواص
- لمركب كبريتيد البوتاسيوم خاصية استرطاب كبيرة، كما أنه حساس للرطوبة، حيث يؤدي تماسه مع الماء إلى حلمهته وتحوله إلى كل من هيدروكسيد البوتاسيوم وكبريتيد البوتاسيوم الحمضي كما تظهر المعادلة:

K2S + H2O → KOH + KSH